# Андраш Адор'ян
Андраш Адор'ян (угор. Adorján András; 31 березня 1950, Будапешт — 11 травня 2023) — угорський шахіст (гросмейстер від 1973) i суддя міжнародного класу (International Arbiter) від 1994, претендент на звання чемпіона світу.

## Шахова кар'єра
Був провідним угорським шахістом у 1970-80-х роках. На міжнародній арені з'явився 1969 року, здобувши w Стокгольмі титул віце-чемпіона світу серед юнаків (позаду Анатолія Карпова). На межі 1969 i 1970 переміг на кубку Європи серед юнаків у Гронінгені. Найбільшим його успіхом був поділ III—IV місць на міжзональному турнірі 1979 у Ризі і, після перемоги в додатковому матчі над своїм співвітчизником Золтаном Ріблі, потрапив до претендентських матчів. У чвертьфінальному матчі 1980 року, який проходив у Бад-Лаутербергу, поступився Роберту Хюбнеру з рахунком 4½ — 5½. До його здобутків також належать перемоги або поділи 1-го місця на міжнародних турнірах, які відбулися в Амстердамі (1970, турнір B), Балатончеплаку (1971), Варні (1972), Лугачовіце (1973), Торнасбі (1973), Улоті (1974, посів 1-ше місце), Лансароте (1975), Осієку (1978), Будапешті (1982), Йовіку (1983), Баня-Луці (1983, разом з Крунославом Хулаком i Джонатаном Спілменом), Есб'єргу (1985, турнір The North Sea Cup) а також на сильному турнірі за швейцарською системою World Open у Нью-Йорку (1987). Також був триразовим чемпіоном Угорщини в особистому заліку (1984, 1992, 1993).
Від початку 70-х років ХХ століття протягом понад 20 років належав до основних учасників національної збірної. Від 1978 до 1992 року шість разів брав участь у шахових олімпіадах (1978 року здобув у Буенос-Айресі золоту медаль), виграв також срібло на командному чемпіонаті світу (1985) а також восьмиразовим медалістом командних чемпіонатів Європи (в тому числі золотим у особистому заліку на 5-й шахівниці в 1983 році).
Найвищий рейтинг Ело в кар'єрі мав станом на 1 липня 1984 року, досягнувши 2580 пунктів ділив тоді 20-е місце (разом з Волтером Брауном i Тиграном Петросяном) у рейтинг-листі ФІДЕ, разом з тим посідав 3-тє місце (після Лайоша Портіша i Золтана Ріблі) серед угорських шахістів.

## Зміни рейтингу
| На цьому місці має відображатися графік чи діаграма, однак з технічних причин його відображення наразі вимкнено. Будь ласка, не видаляйте код, який викликає це повідомлення. Розробники вже працюють для того, щоби відновити штатне функціонування цього графіка або діаграми. | |
| | На цьому місці має відображатися графік чи діаграма, однак з технічних причин його відображення наразі вимкнено. Будь ласка, не видаляйте код, який викликає це повідомлення. Розробники вже працюють для того, щоби відновити штатне функціонування цього графіка або діаграми. |